# Patrick Heuscher
Patrick Heuscher (Frauenfeld, 22 de dezembro de 1976) é um voleibolista de praia suíço.
Participou de duas edições de Jogos Olímpicos. Em sua primeira participação, em Atenas 2004, conquistou a medalha de bronze ao lado de Stefan Kobel, ao vencer a disputa de terceiro lugar contra os australianos Julien Prosser e Mark Williams. Heuscher disputou sua segunda Olimpíada em Pequim 2008, mas não conseguiu medalhas jogando com Sascha Heyer.